# Marina de Pontevedra
A marina de Pontevedra (Pontevedra, Espanha) está localizada na foz do rio Lérez, na ria de Pontevedra. A sua carta náutica é 4162-HMI. É administrada pelo Clube Náutico de Pontevedra, por concessão da entidade pública dos Portos da Galiza - Zona Sul.

## Situação
A marina está localizada no coração de Pontevedra, na Avenida Uruguai, próxima à beira-mar e muito perto da Ponte das Correntes e da cidade velha. 

## História
O Clube Náutico de Pontevedra nasceu em 1932 e tinha seções de natação, veículos aquáticos pessoais, vela e pólo aquático. Hoje, mantém apenas a seção de canoagem e caiaque .  O edifício do Clube Náutico foi construído em 1992. , 
Foi uma cheia do Lérez, em 1987, causada por um aguaceiro profundo, desencadeando o projeto de construção de uma marina à qual aspiravam os entusiastas náuticos de Pontevedra. Essa inundação provocou o arrastamento de toras que danificaram muitos barcos ancorados no rio. Este evento aumentou as demandas do clube náutico para a construção de uma marina, que foi apoiada pela sua seção de canoagem e caiaque.  
O trabalho no porto começou em 1994. Foi inaugurado em 1996, com três linhas de pontões que possuíam 140 postos de amarração de cada lado, quase inteiramente ocupados pelos membros do Clube Náutico, que são 240. 
Em março de 2020, foi lançado um projeto no porto para ancorar iates com um serviço de hospedagem. 

## Descrição
É um porto muito seguro localizado no coração da cidade. A sua posição no fundo da ria de Pontevedra, defendida pelas barreiras arenosas dos ataques marítimos, marcou historicamente a cidade e sua população.   
O número total de postos de amarração no porto é 142. Todos os lugares são geridos por aluguer. O calado da foz e do cais é de 2 metros. A boca do canal de navegação é marcada por luzes verde e vermelha. 
Os seus serviços incluem água e eletricidade em amarração e ancoragem, cais, chuveiros e banheiros, vigilância, iluminação noturna, telefone público, rádio (VHF 9), o clube de vela, o serviço MARPOL (coleta de óleo), coleta de lixo, táxi, ginásio, combustível diesel e sem chumbo e guindaste. 

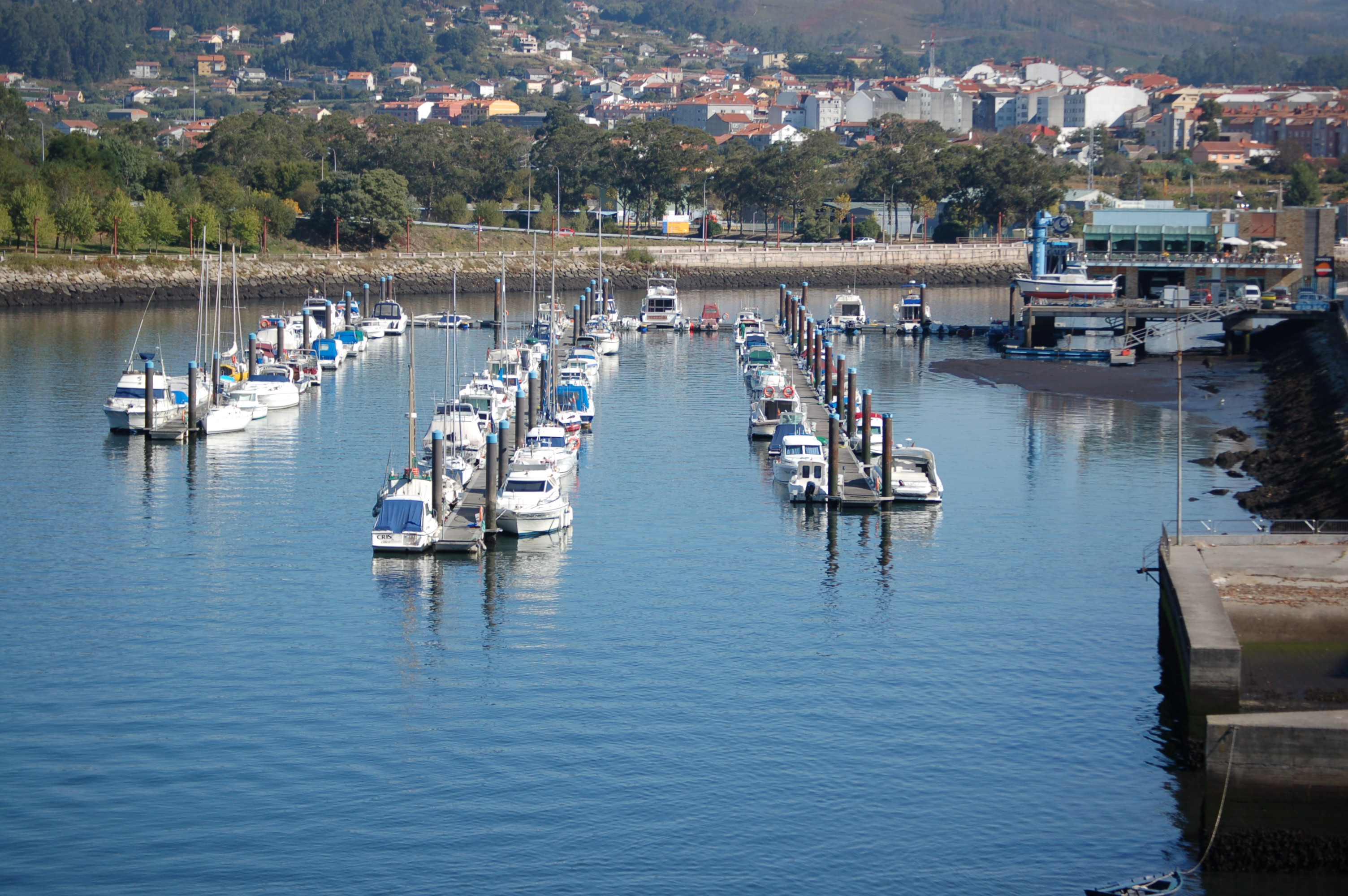
Marina de Pontevedra, vista da Ponte da Barca.

O edifício do Clube Náutico foi inaugurado em 2005 e possui um primeiro andar e um terraço superior, ambos com vista para a ria de Pontevedra e a cidade.  O edifício tem uma cafetaria.
Apesar da dragagem da bacia de navegação, atualmente o seu acesso é limitado pela falta de calado (2 metros na maré baixa ) e pela presença da ponte da Barca, que não permite a passagem de veleiros acima de 12 metros de cima. 
Atualmente, existe um projeto de emergência para dragar o estuário devido à perda de calado que sofreu nos últimos anos. 
Até a dragagem do Lérez, o primeiro pontão é inutilizável porque, na maré baixa, não há calado suficiente para os barcos devido ao acúmulo de lama no fundo do mar na foz do rio Lérez. 

## Acesso
Por terra, é acessível a partir da auto-estrada AP-9, saindo do acesso norte para Pontevedra, ou pela avenida Uruguai, que fica ao lado do porto. 

## Galeria

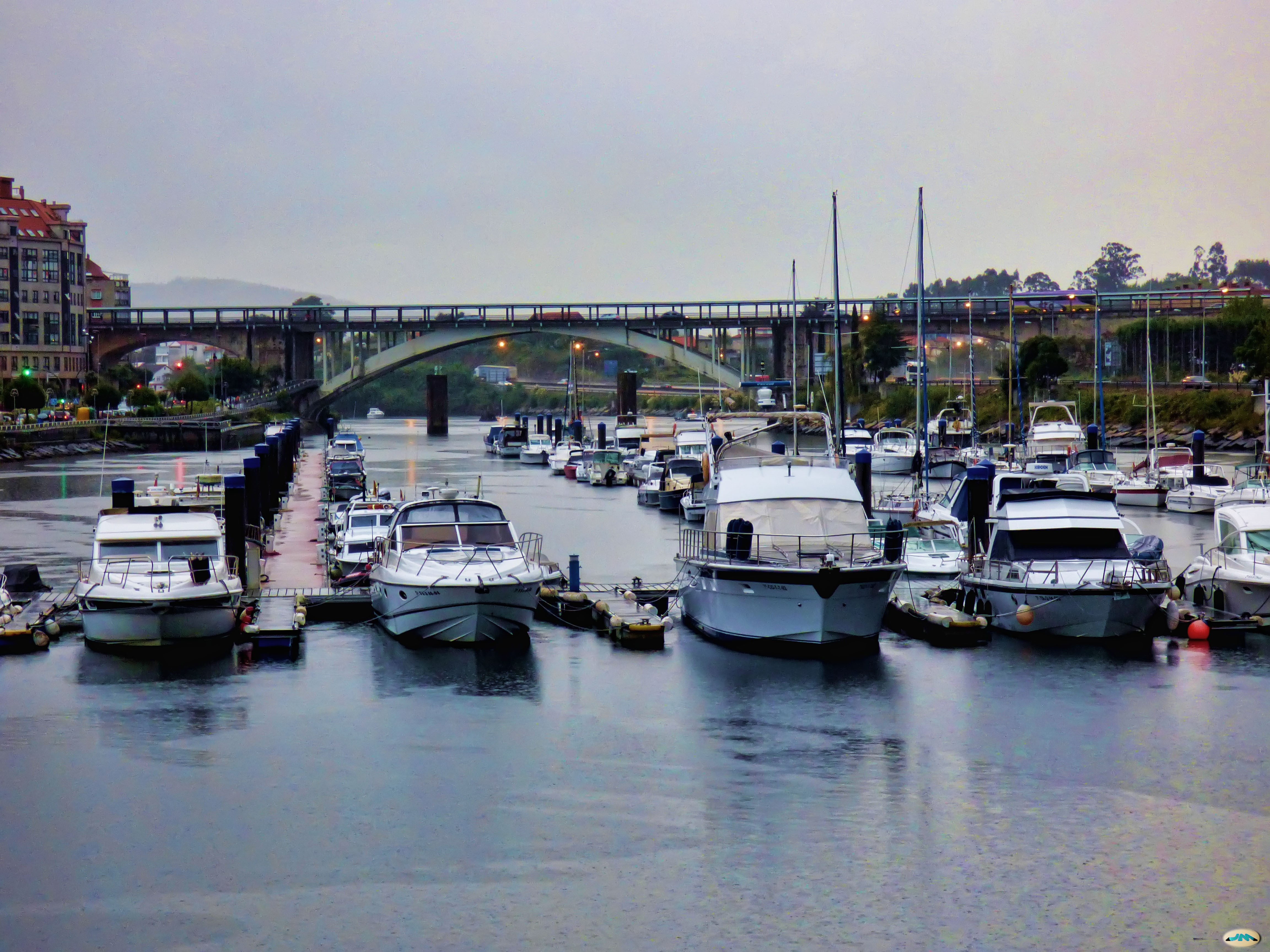
Marina e Ponte da Barca
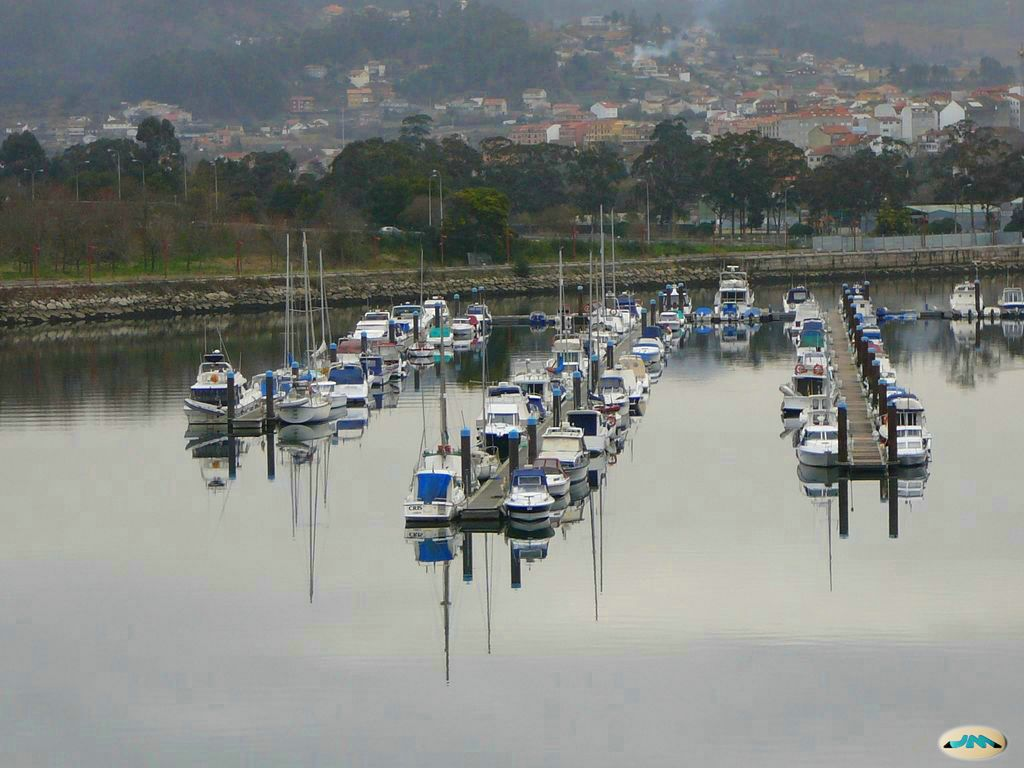
Marina
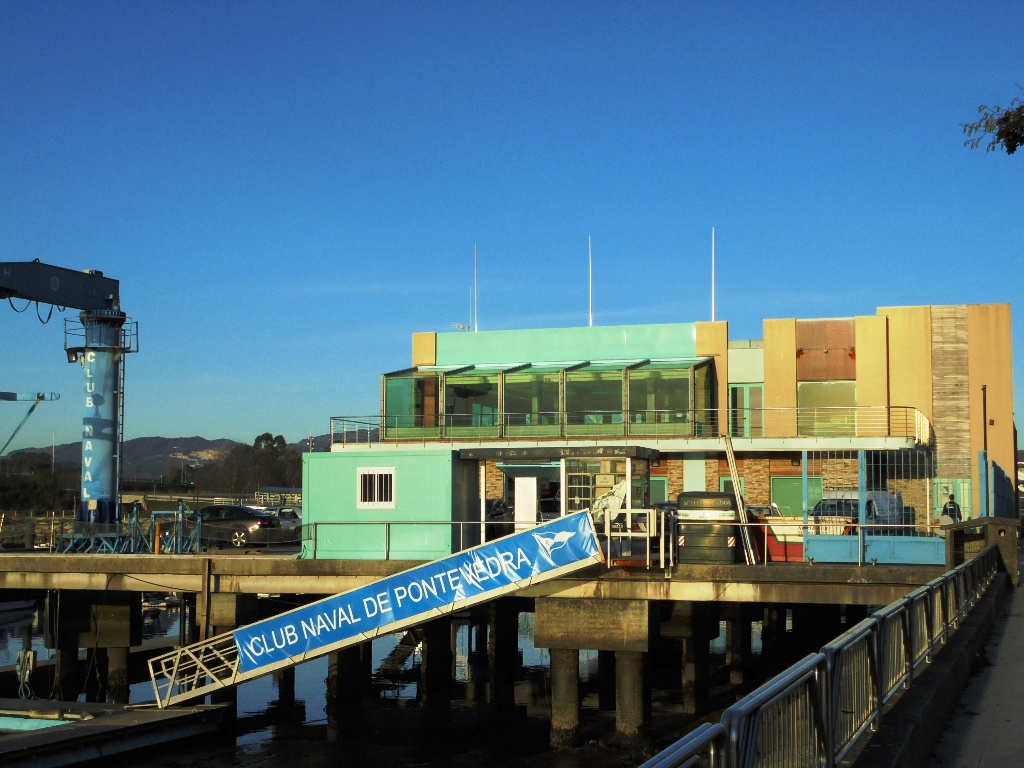
Clube Náutico
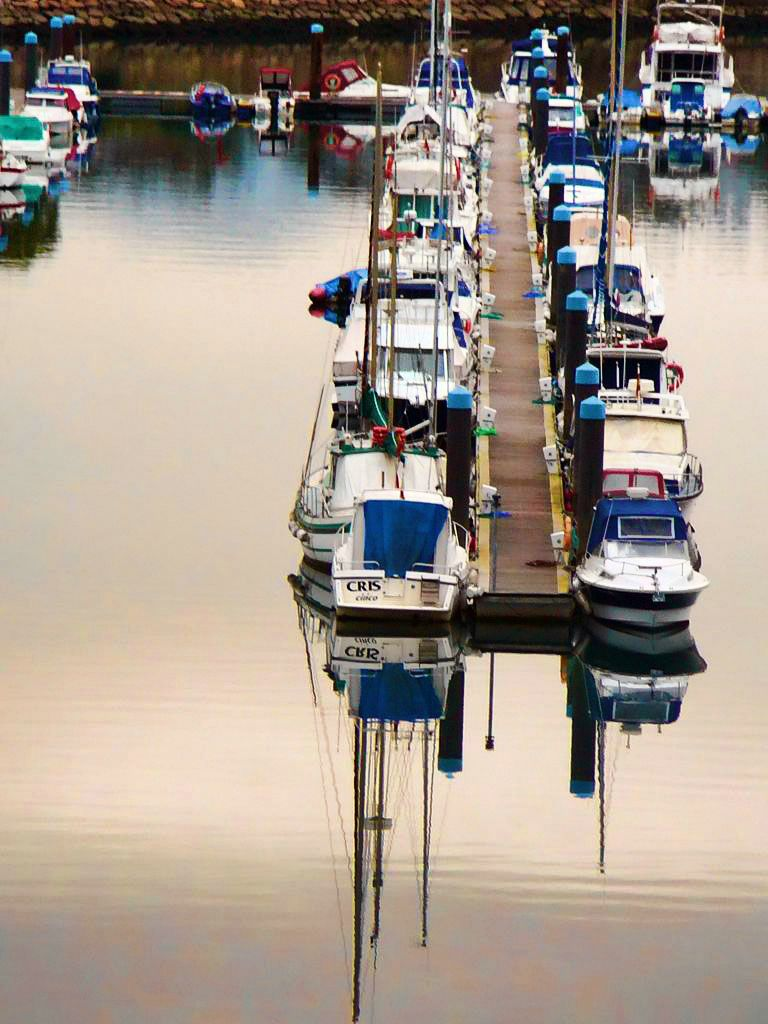
Locais de amarração
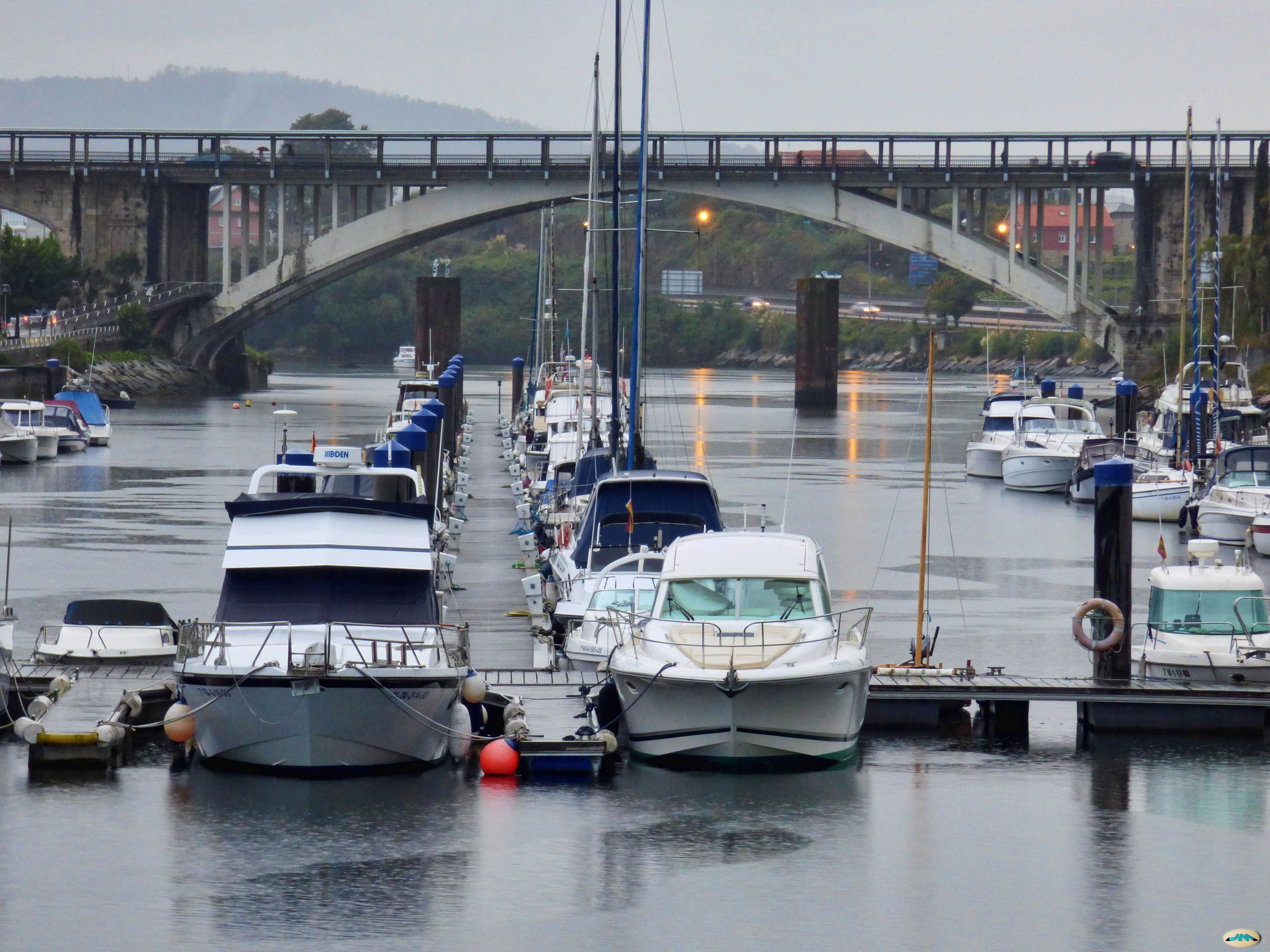
Barcos e ponte da Barca ao fundo
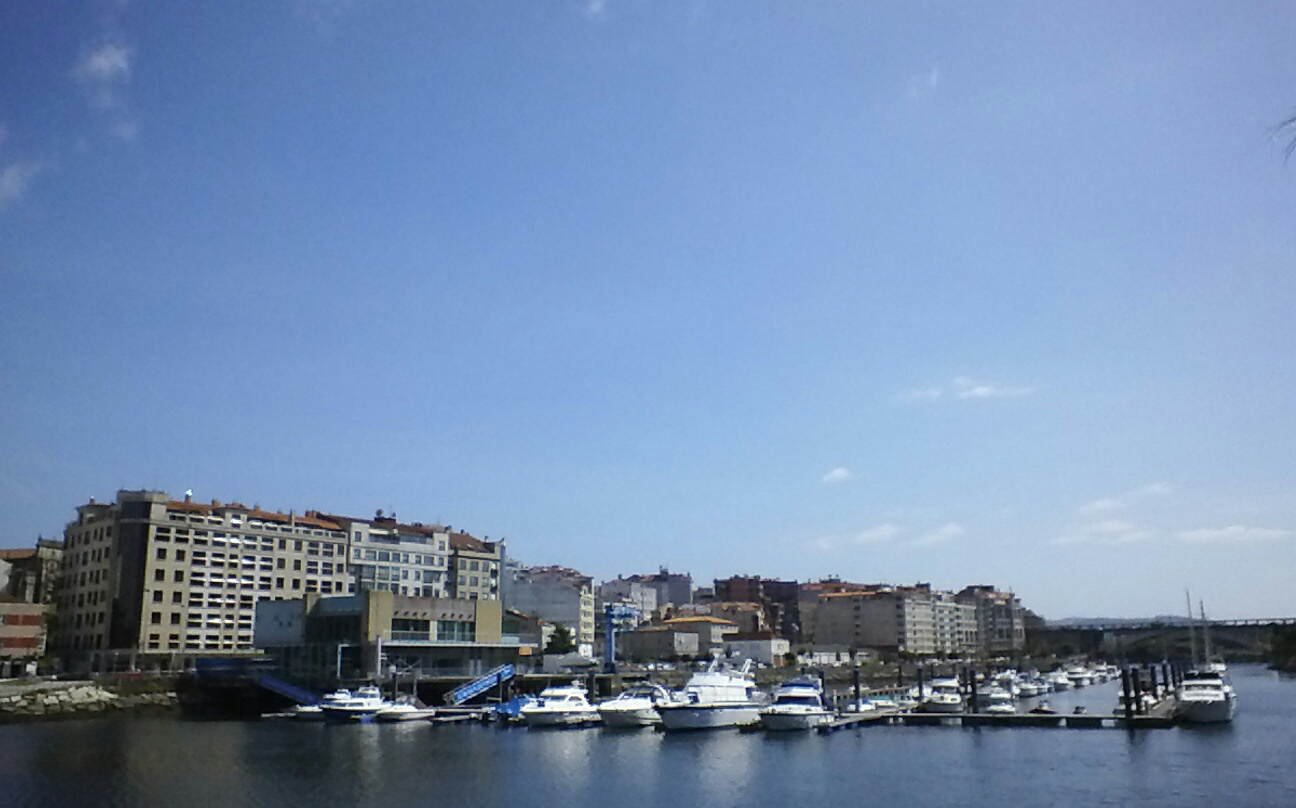
Marina
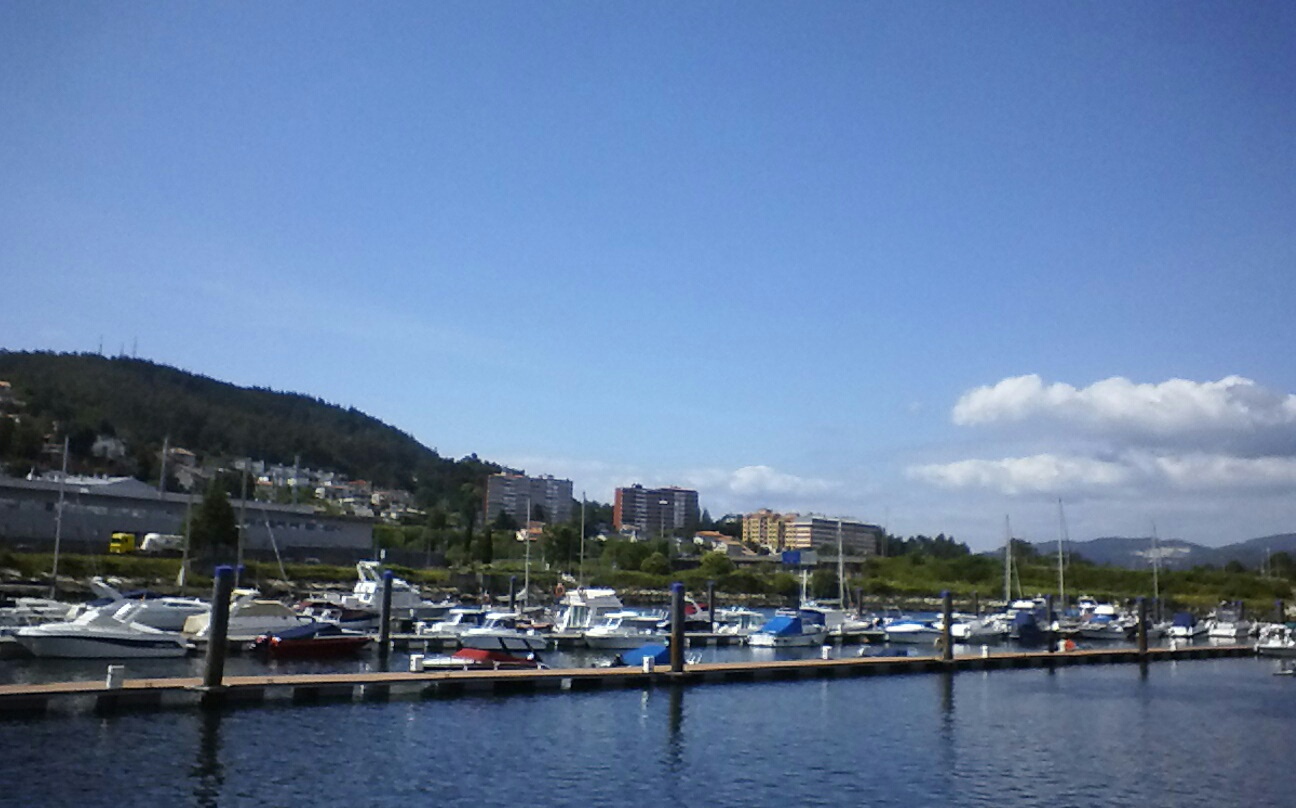
Marina e A Caeira ao fundo
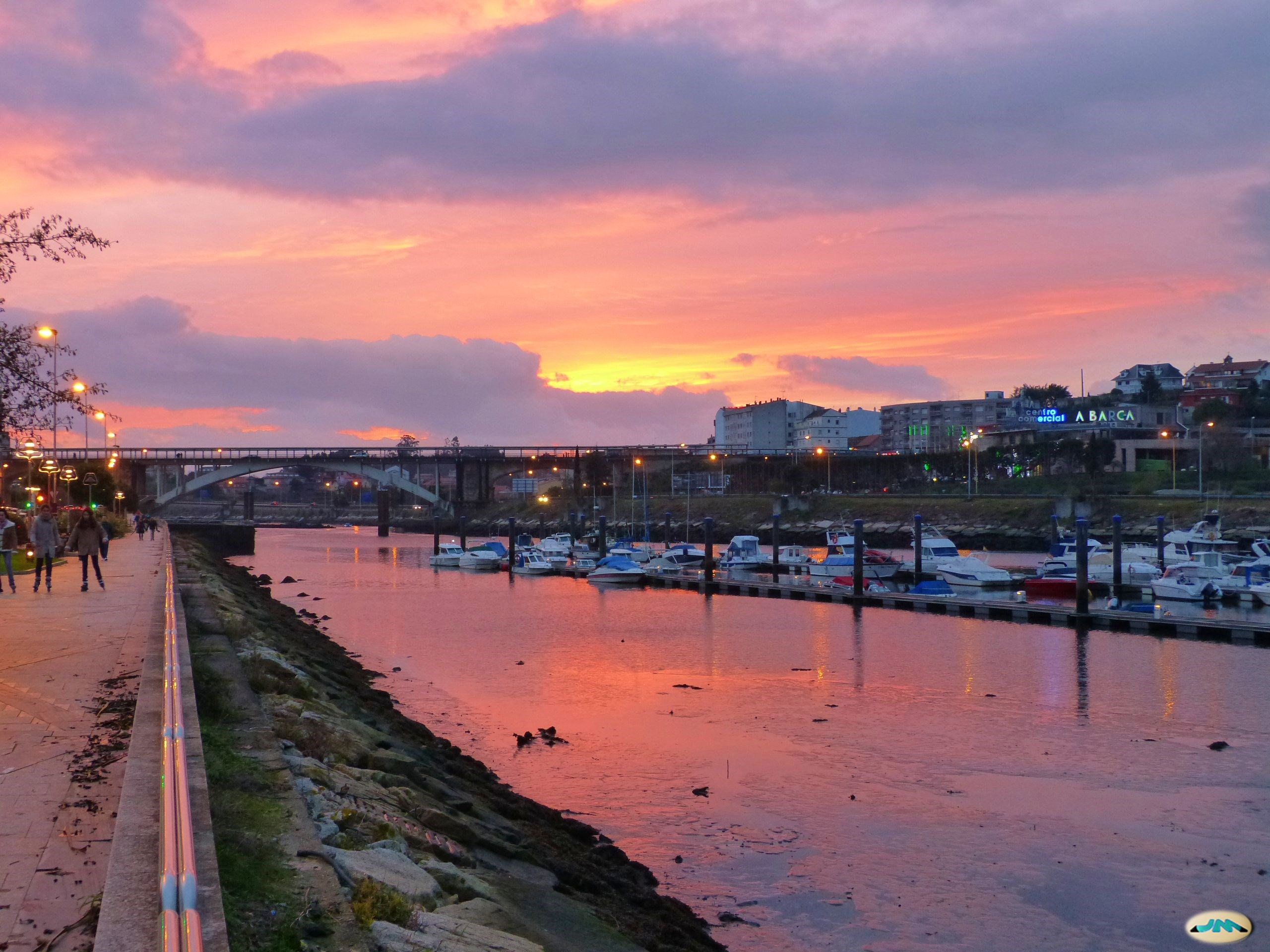
Porto ao pôr do sol
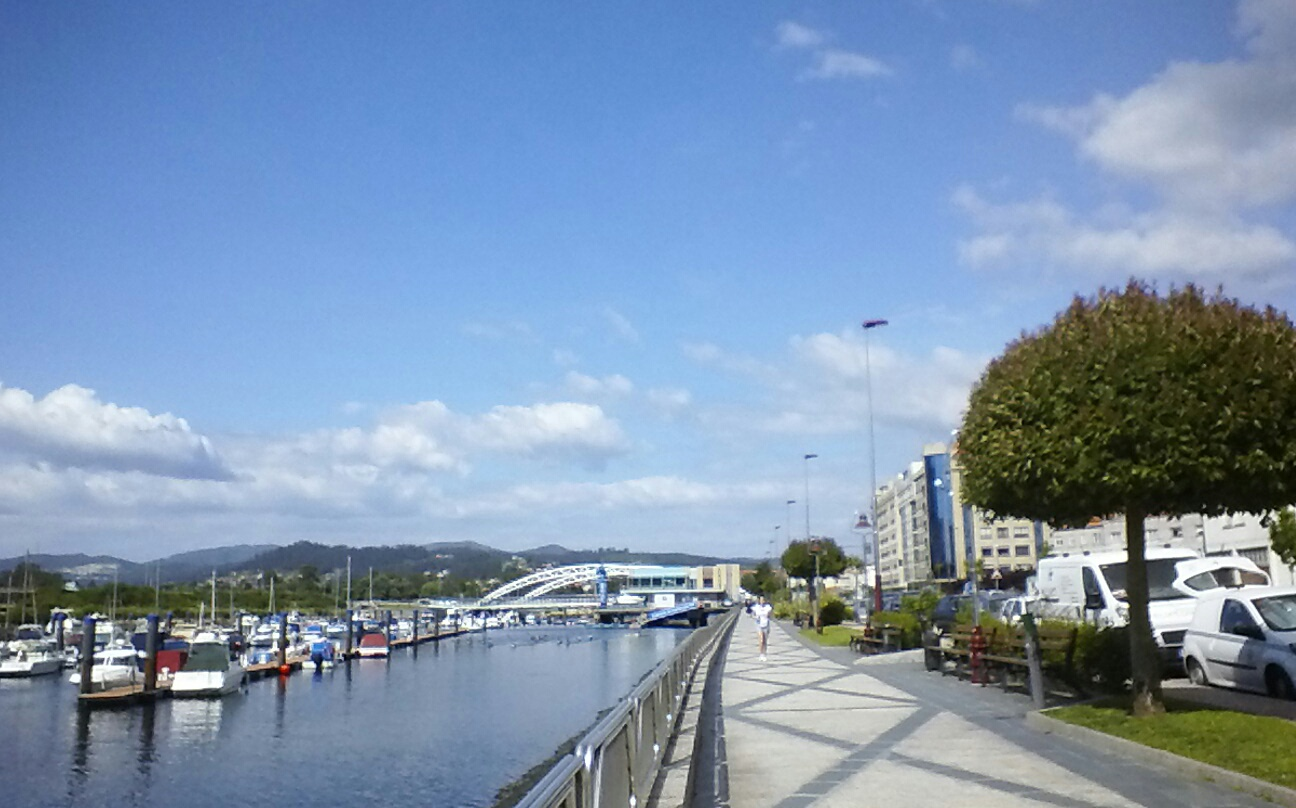
Beira-mar e marina
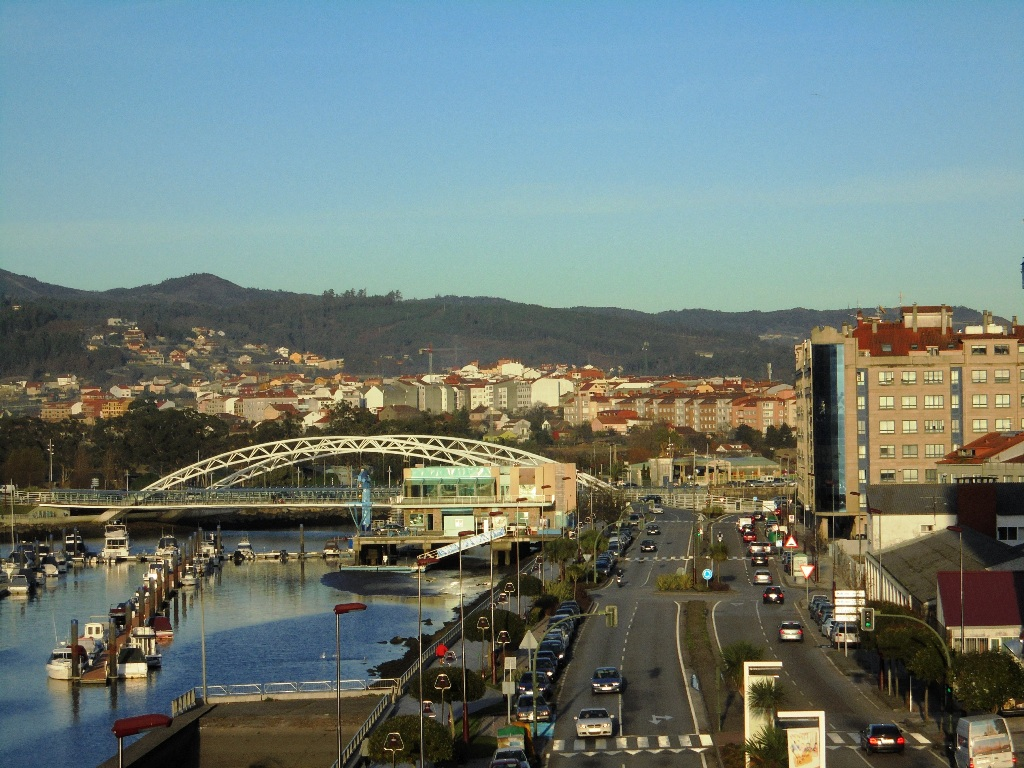
Avenida Uruguai ou Beira-mar
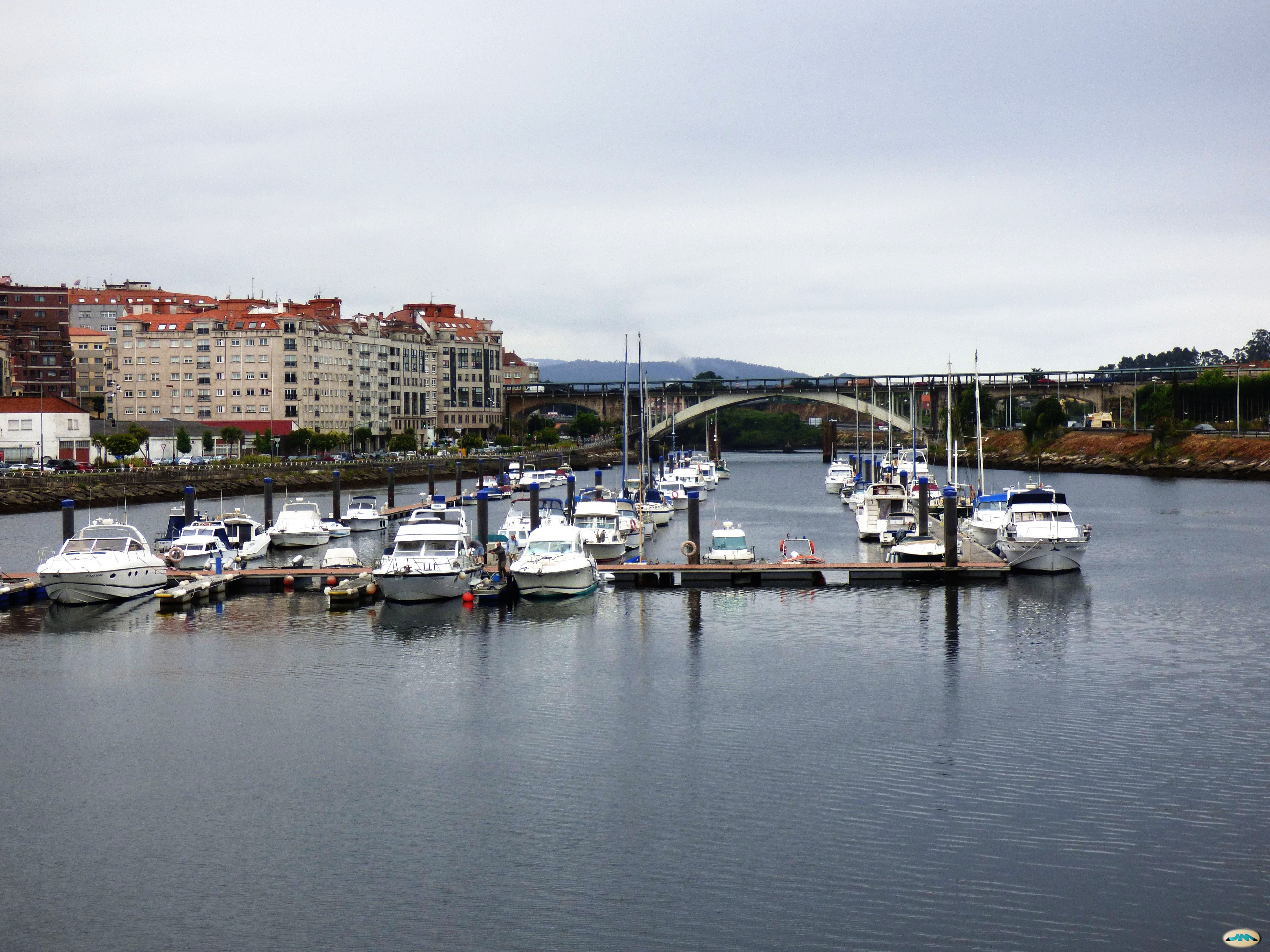
Marina